# Hirotoshi Yokoyama
Hirotoshi Yokoyama (横山 博敏?, Yokoyama Hirotoshi; Prefettura di Kagoshima, 9 maggio 1975) è un ex calciatore giapponese, di ruolo centrocampista.